# Hideyuki Yano
Hideyuki Yano (矢野英征, Yano Hideyuki), né en 1943 et mort en 1988, est un danseur et chorégraphe japonais.

## Biographie
Hideyuki Yano part aux États-Unis en 1961 pour suivre des études littéraires, revient au Japon et s'intéresse au théâtre nô. En 1969 il crée ses premiers spectacles à Tokyo, réunissant sur scène comédiens, danseurs et musiciens.
Il s'installe à Paris en 1973 et fonde trois ans plus tard le groupe Ma Danse Rituel Théâtre, dont font notamment partie Elsa Wolliaston, Sidonie Rochon, Mark Tompkins et François Verret. Ses créations explorent les limites de la danse, aux frontières du théâtre et de la musique. En 1986, il devient directeur du Centre chorégraphique national de Besançon-Franche-Comté.

## Principales œuvres
- 1976 : Rivière Sumida/Folie
- 1977 : Géo-chorégraphie
- 1978 : Impair
- 1979 : Cristal fleur
- 1980 : Aka-écarlate
- 1981 : Requiem
- 1982 : Ciné-fiction
- 1983 : Au puits de l'épervier
- 1986 : Salomé
- 1986 : Ishtar et Tammuz
- 1986 : Une passion en collaboration avec Karine Saporta